# Theodor Ferdinand Hurtzig
Theodor Ferdinand Hurtzig (* 9. Februar 1833 in Oberndorf; † 6. Dezember 1911 in Hannover) war ein deutscher Verwaltungsjurist und Politiker.

## Leben
Hurtzig studierte an der Georg-August-Universität Göttingen und der Ruprecht-Karls-Universität Heidelberg. 1853 wurde er im Corps Bremensia Göttingen und im Corps Vandalia Heidelberg recipiert. Nach dem Studium trat er in den Staatsdienst und wurde Regierungsassessor in Lüneburg. Von dort ging er als Brandkassendirektor und Direktor der Hannoverschen Boden-Kredit-Bank nach Hannover. Von 1870 bis 1874 saß Hurtzig als Abgeordneter des Wahlkreises Hannover 27 (Dannenberg) im Preußischen Abgeordnetenhaus. Er gehörte der Fraktion der Nationalliberalen Partei an. Am 21. Mai 1874 verlor er sein Mandat im Abgeordnetenhaus durch Ungültigkeitserklärung. Von 1893 bis 1903 gehörte Hurtzig dem Zentralvorstand der Nationalliberalen Partei an.
Theodor Ferdinand Hurtzig heiratete 1867 in Stade Gertrud Auguste Julie Eleonore Oberg (* 18. Februar 1847 in Hildesheim; † 15. September 1909 in Hannover). Sie war die jüngste Tochter des Juristen und Abgeordneten August Heinrich Oberg. Das Paar hatte vier Söhne und zwei Töchter.

## Ehrungen
- Charakter als Geh. Regierungsrat